# Левченко Іван Олегович
Іван Олегович Левченко (9 березня 1997 — 11 липня 2022) — молодший сержант Збройних сил України, ветеран ООС, учасник російсько-української війни, головний сержант 1 десантно-штурмового взводу 8 десантно-штурмової роти 3 десантно-штурмового батальйону 79-тої окремої десантно-штурмової бригади, котрий героїчно загинув під час виконання бойового завдання у районі населеного пункту Богородичне, Донецької області.

## Життєпис
Народився 9 березня 1997 року в селі Випасне, Білгород-Дністровського району, Одеської області.
У 2004 році пішов до першого класу Випаснянської ЗОШ № 2. В 2007 перейшов до Випаснянської ЗОШ № 1, яку закінчив в 2013 році.
Після, в 2013 році вступив до Білгород-Дністровського Державного Аграрного Технікуму (нині, Білгород-Дністровський фаховий коледж природокористування, будівництва та комп'ютерних технологій) на спеціальність будівельника-експерта. Закінчив в 2017 році.
За даними в особовій справі, 11 жовтня 2017 року, почав строкову службу у військовій частині А1048 (Україна, Чернігівська область, селище Десна, Військове Містечко 1) у складі 1 навчальної механізованої роти.
4 квітня 2019 року був демобілізований в запас у званні молодшого сержанта. 28 жовтня 2019 року підписав контракт з Миколаївської військовою частиною А0224.
До початку російського вторгнення в Україну (2022), брав безпосередню участь у здійсненні заходів із забезпечення національної безпеки і оборони, відсічі і стримування збройної агресії Російської Федерації в Донецькій та Луганській областях — Операція Об'єднаних сил.

## Нагороди
За Указом Президента України № 433/2023, від 18 липня 2023, за особисту мужність, виявлену у захисті державного суверенітету та територіальної цілісності України, самовіддане виконання військового обов'язку постановлено нагородити орденом «За мужність» ІІІ ступеня Левченка Івана Олеговича (посмертно) — молодшого сержанта.

## Військова кар'єра

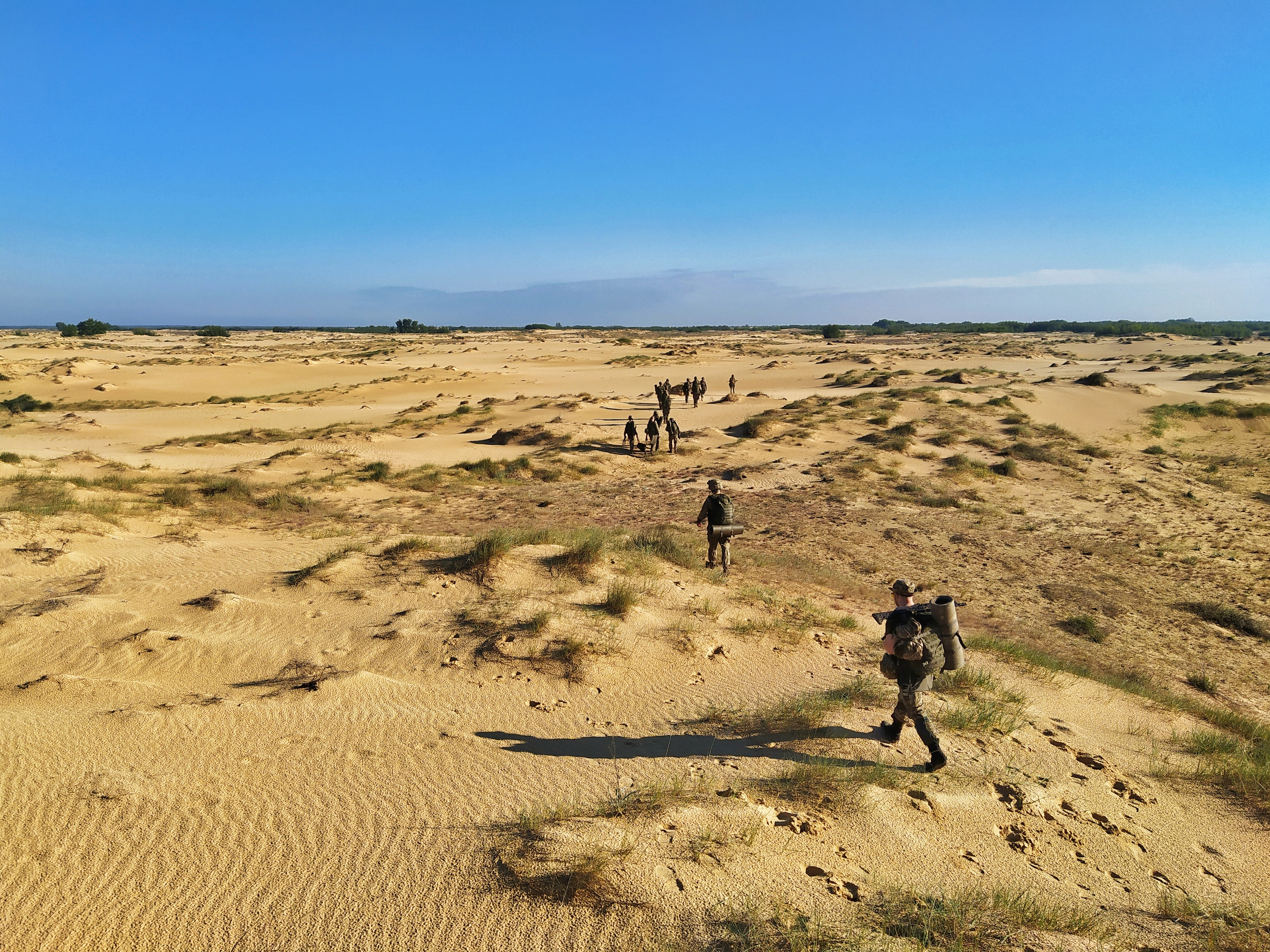

Проходячи строкову службу в Десні, закінчив школу сержантів у званні молодшого сержанта. Також отримав такі спеціальності:
- Навідник-оператор БМП-1 (ВОС 121);
- Механік-водій БМП-1;
- Командир бойової машини БМП-1;
- Інструктор зі стрільби та бойової підготовки особового складу;

У складі 79-тої окремої десантно-штурмової бригади був командиром відділення.

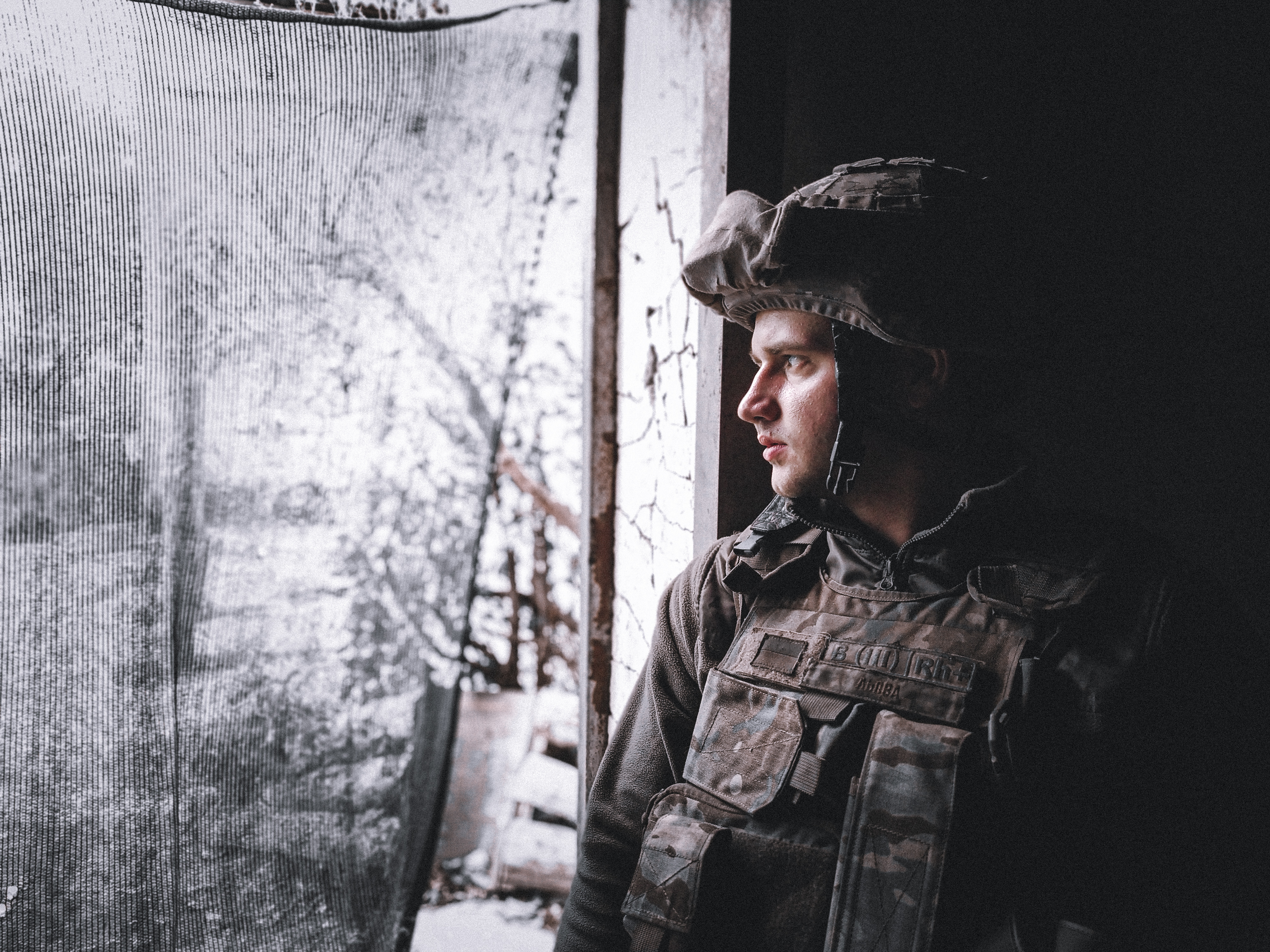

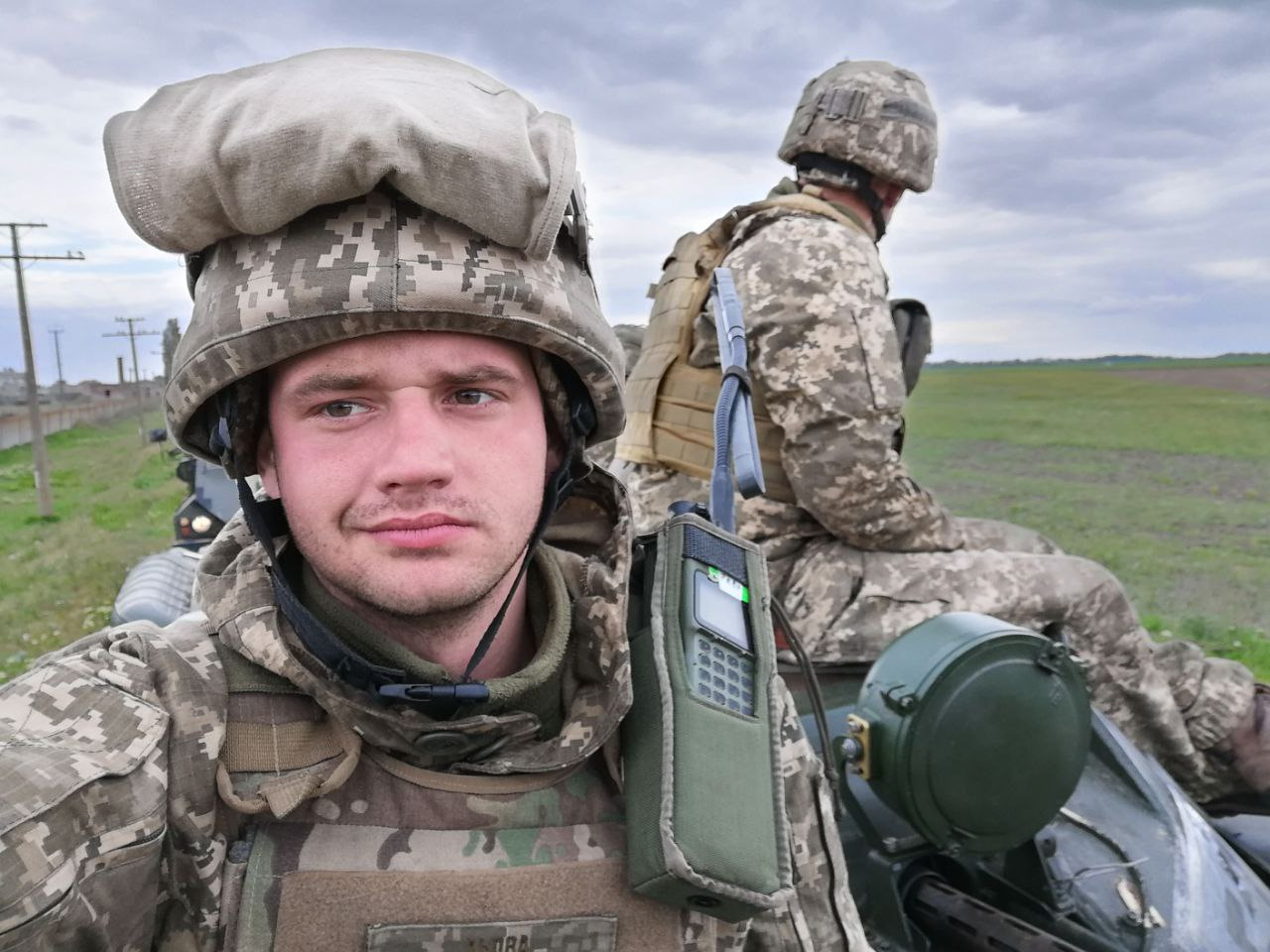

За час російсько-української війни дійшов до посади Головного сержанта десантно-штурмового взводу.